# Facheiroa cephaliomelana
Facheiroa cephaliomelana är en kaktusväxtart som beskrevs av Albert Frederik Hendrik Buining och Brederoo. Facheiroa cephaliomelana ingår i släktet Facheiroa och familjen kaktusväxter.

## Underarter
Arten delas in i följande underarter:
- F. c. cephaliomelana
- F. c. estevesii